# Кристен, Жан-Батист
Жан-Батист Кристен (фр. Jean-Baptiste Christyn; 1622—1690) — бельгийский историк и генеалог, канцлер Брабанта.
Написал трактат «Героическое правосудие, или О законе бельгийцев» (лат. Jurisprudentia Heroica Sive De Jure Belgarum; Брюссель, 1689). Составил «Хронологическую таблицу герцогов Лотарингии, Брабанта, Лимбурга…» (лат. Tabula chronologica ducum Lotharingiae, Brabantiae, Limburgi etc.; Малин, 1669), генеалогическое описание семи старейших антверпенских семейств (лат. Senatus Populique Antverpiensis; Лёвен, 1672), книгу «Правители и военачальники Бельгии и Бургундии» (лат. Belgii et Burgundii gubernatores ac archistrategi; Кёльн, 1675) и другие.
Предположительно перу Кристена принадлежит и вышедшая в 1697 году анонимно «Всеобщая история Нидерландов» (фр. Histoire Generale Des Pais-Bas).

## Источник
- Кристэн, Жан-Баптист // Энциклопедический словарь Брокгауза и Ефрона : в 86 т. (82 т. и 4 доп.). — СПб., 1890—1907.